# Heterofragilia brevicauda
Heterofragilia brevicauda is een zeespin uit de familie Ascorhynchidae. De soort behoort tot het geslacht Heterofragilia. Heterofragilia brevicauda werd in 1991 voor het eerst wetenschappelijk beschreven door Stock. 